# Weichs
Weichs település Németországban, azon belül Bajorországban. Lakosainak száma 3595 fő (2023. december 31.). Weichs Vierkirchen és Petershausen községekkel határos.

## Népesség
A település népessége az elmúlt években az alábbi módon változott:
| Lakosok száma | 579  | 1183 | 1761 | 2410 | 3240 | 3318 | 3380 | 3522 | 3525 | 3595 |
|               | 1875 | 1950 | 1975 | 1987 | 2012 | 2014 | 2016 | 2017 | 2021 | 2023 |